# Gran Premio de Alemania de Motociclismo de 1982
El Gran Premio de Alemania de Motociclismo de 1982 fue la decimocuarta y última prueba de la temporada 1982 del Campeonato Mundial de Motociclismo. El Gran Premio se disputó el 26 de septiembre de 1982 en el Circuito de Hockenheim.

## Resultados 500cc
En 500,c.c. la victoria fue para el estadounidense Randy Mamola (Suzuki) que se aprovechó de la caída que sufrieron el italiano Franco Uncini (Suzuki), nuevo campeón del mundo, y el estadounidense Freddie Spencer (Honda) cuando luchaban por la primera posición en la última vuelta. Ambos pilotos salieron ilesos de dicho accidente.
| Pos.     | Piloto              | Equipo     | Tiempo     | Pts. |
| -------- | ------------------- | ---------- | ---------- | ---- |
| 1        | Randy Mamola        | Suzuki     | 39' 15" 60 | 15   |
| 2        | Virginio Ferrari    | Suzuki     | +20" 96    | 12   |
| 3        | Loris Reggiani      | Suzuki     | +21" 73    | 10   |
| 4        | Takazumi Katayama   | Honda      | +42" 95    | 8    |
| 5        | Marco Lucchinelli   | Honda      | +45" 64    | 6    |
| 6        | Marc Fontan         | Yamaha     | +58" 31    | 5    |
| 7        | Boet van Dulmen     | Suzuki     | +58" 63    | 4    |
| 8        | Sergio Pellandini   | Suzuki     | +1' 14" 51 | 3    |
| 9        | Philippe Coulon     | Suzuki     | +1' 18" 37 | 2    |
| 10       | Jon Ekerold         | Cagiva     | +1' 36" 27 | 1    |
| 11       | Michel Frutschi     | Sanvenero  | +1' 36" 45 |      |
| 12       | Guido Paci          | Yamaha     | +2' 00" 74 |      |
| 13       | Peter Sjöström      | Suzuki     | +2' 00" 91 |      |
| 14       | Ernst Gschwender    | Suzuki     | +2' 01" 88 |      |
| 15       | Walter Migliorati   | Suzuki     | +2' 02" 76 |      |
| 16       | Philippe Robinet    | Suzuki     | +1 giro    |      |
| 17       | Jean Lafond         | Fior       | +1 giro    |      |
| 18       | Alfons Amerschläger | Suzuki     | +1 giro    |      |
| 19       | Steve Williams      | Suzuki     | +1 Vuelta  |      |
| 20       | Henk de Vries       | Suzuki     | +1 Vuelta  |      |
| 21       | Josef Hage          | Yamaha     | +1 Vuelta  |      |
| 22       | Peter Looijesteijn  | Suzuki     | +1 Vuelta  |      |
| 23       | Klaus Klein         | Suzuki     | +1 Vuelta  |      |
| 24       | Giovanni Pelletier  | Morbidelli | +1 Vuelta  |      |
| 25       | Gerhard Treusch     | Suzuki     | +1 Vuelta  |      |
| Ret      | Peter Huber         | Suzuki     | Ret        |      |
| Ret      | Wolfgang von Muralt | Suzuki     | Ret        |      |
| Ret      | Freddie Spencer     | Honda      | Ret        |      |
| Ret      | Franco Uncini       | Suzuki     | Ret        |      |
| Ret      | Franck Gross        | Suzuki     | Ret        |      |
| Ret      | Víctor Palomo       | Suzuki     | Ret        |      |
| Ret      | Leandro Becheroni   | Suzuki     | Ret        |      |
| Ret      | Ulrich Lang         | Suzuki     | Ret        |      |
| Ret      | Kork Ballington     | Kawasaki   | Ret        |      |
| Ret      | Andreas Hofmann     | Suzuki     | Ret        |      |
| Ret      | Stu Avant           | Suzuki     | Ret        |      |
| Ret      | Steve Parrish       | Yamaha     | Ret        |      |
| Ret      | Jack Middelburg     | Suzuki     | Ret        |      |
| Ret      | Seppo Rossi         | Suzuki     | Ret        |      |
| Ret      | Gustav Reiner       | Suzuki     | Ret        |      |
| Ret      | Graeme Crosby       | Yamaha     | Ret        |      |
| Sources: |                     |            |            |      |

## Resultados 350cc
El alemán Anton Mang, que no pudo conquistar el título mundial en 250 c.c, se sacó la espina en la de 350 c.c. en la que se llevó el título mundial al clasificarse en segunda posición por detrás de su compatriota Manfred Herweh (Yamaha), que fue el vencedor de la prueba. La categoría de 350 echa el cierre en el Mundial después de haberse disputado 281 pruebas.
| Pos. | Piloto                 | Moto       | Tiempo     | Pts. |
| ---- | ---------------------- | ---------- | ---------- | ---- |
| 1    | Manfred Herweh         | Yamaha     | 43.52.27   | 15   |
| 2    | Anton Mang             | Kawasaki   | 43.52.64   | 12   |
| 3    | Éric Saul              | Chevallier | 44.55.13   | 10   |
| 4    | Wolfgang von Muralt    | Yamaha     | 45.01.07   | 8    |
| 5    | Alan North             | Yamaha     | 45.01.83   | 6    |
| 6    | Pekka Nurmi            | Yamaha     | 45.11.00   | 5    |
| 7    | Jacques Cornu          | Yamaha     | 45.17.66   | 4    |
| 8    | Roger Sibille          | Yamaha     | 45.21.69   | 3    |
| 9    | Jean-François Baldé    | Kawasaki   | 45.45.15   | 2    |
| 10   | Franz Kaserer          | Yamaha     | 45.53.60   | 1    |
| 11   | Bodo Schmidt           | Yamaha     | 45.53.78   |      |
| 12   | Didier de Radiguès     | Chevallier | + 1 Vuelta |      |
| 13   | Mladen Tomic           | Yamaha     | + 1 Vuelta |      |
| 14   | Edwin Weibel           | Yamaha     | + 1 Vuelta |      |
| 15   | Pierre Bolle           | Yamaha     | + 1 Vuelta |      |
| 16   | Josef Hutter           | Yamaha     | + 1 Vuelta |      |
| 17   | Thierry Feuz           | Yamaha     | + 1 Vuelta |      |
| 18   | Attilio Riondato       | Yamaha     | + 1 Vuelta |      |
| 19   | Gunnar Bruhn           | Yamaha     | + 1 Vuelta |      |
| 20   | Massimo Matteoni       | Yamaha     | + 1 Vuelta |      |
| Ret  | Thierry Espié          | Chevallier | Ret        |      |
| Ret  | Martin Wimmer          | Yamaha     | Ret        |      |
| Ret  | Karl-Thomas Grässel    | Yamaha     | Ret        |      |
| Ret  | Andreas Berger         | Yamaha     | Ret        |      |
| Ret  | Gustav Reiner          | Yamaha     | Ret        |      |
| Ret  | Patrick Fernandez      | Bartol     | Ret        |      |
| Ret  | Reino Eskelinen        | Yamaha     | Ret        |      |
| Ret  | Jacques Bolle          | Yamaha     | Ret        |      |
| Ret  | Christian Sarron       | Yamaha     | Ret        |      |
| Ret  | René Delaby            | Yamaha     | Ret        |      |
| Ret  | Mar Schouten           | MBA        | Ret        |      |
| Ret  | Jean-Louis Guignabodet | Kawasaki   | Ret        |      |
| Ret  | Harald Eckl            | Yamaha     | Ret        |      |
| Ret  | Herbert Hauf           | Yamaha     | Ret        |      |
| Ret  | Michel Simeon          | Yamaha     | Ret        |      |
| Ret  | Siegfried Minich       | Rotax      | Ret        |      |
| Ret  | Tony Head              | Armstrong  | Ret        |      |
| Ret  | Stefan Förtsch         | Yamaha     | Ret        |      |
| Ret  | Gerald Fischer         | Yamaha     | Ret        |      |
| Ret  | Hans Naef              | Yamaha     | Ret        |      |
| Ret  | Jeffrey Sayle          | Armstrong  | Ret        |      |
| Ret  | Jose De Faveri         | Yamaha     | Ret        |      |
| Ret  | Andy Watts             | Yamaha     | Ret        |      |
| Ret  | Tibor Foco             | Beko       | Ret        |      |
| Ret  | Rainer Nagel           | Yamaha     | Ret        |      |

## Resultados 250cc
El francés Jean-Louis Tournadre (Yamaha) se convierte en el nuevo campeón del Mundo de 250 cc. A Tournadre le valió con ser cuarto a pesar de que su máximo rival al título, el alemán Anton Mag ganó el Gran Premio y se quedó a un punto del título.
| Pos. | Piloto                 | Moto          | Tiempo     | Pts. |
| ---- | ---------------------- | ------------- | ---------- | ---- |
| 1    | Anton Mang             | Kawasaki      | 35' 33" 59 | 15   |
| 2    | Paolo Ferretti         | MBA           | +8" 43     | 12   |
| 3    | Thierry Espié          | Pernod        | +20" 63    | 10   |
| 4    | Jean-Louis Tournadre   | Yamaha        | +31" 04    | 8    |
| 5    | Patrick Fernandez      | Bimota-Bartol | +32" 94    | 6    |
| 6    | Christian Estrosi      | Pernod        | +33" 53    | 5    |
| 7    | Manfred Herweh         | Yamaha        | +34" 07    | 4    |
| 8    | Roland Freymond        | MBA           | +49" 68    | 3    |
| 9    | Mar Schouten           | Yamaha        | +53" 03    | 2    |
| 10   | Jean-Louis Guignabodet | Kawasaki      | +53" 58    | 1    |
| 11   | Jacques Bolle          | Yamaha        | +53" 74    |      |
| 12   | Jean-François Baldé    | Kawasaki      | +59" 60    |      |
| 13   | Ikeda Tasuda           | Yamaha        | +1' 00" 54 |      |
| 14   | Gabriel Grabia         | Yamaha        | +1' 00" 95 |      |
| 15   | Johannes Klement       | MBA Yamaha    | +1' 02" 48 |      |
| 16   | Karl-Thomas Grässel    | Yamaha        | +1' 05" 97 |      |
| 17   | Richard Schlachter     | Yamaha        | +1' 06" 25 |      |
| 18   | Jacques Cornu          | Yamaha        | +1' 11" 25 |      |
| 19   | Bruno Lüscher          | Yamaha        | +1' 25" 05 |      |
| 20   | Gerhard Waibel         | Kawasaki      | +1' 25" 56 |      |
| 21   | Herbert Hauf           | Kawasaki      | +1' 26" 32 |      |
| 22   | Christian Sarron       | Yamaha        | +1' 26" 95 |      |
| 23   | Leif Nielsen           | Rotax         | +1' 44" 64 |      |
| 24   | Jürgen Schmid          | Yamaha        | +1' 56" 44 |      |
| 25   | Franco Marcheggiani    | Yamaha        | +2' 01" 36 |      |
| 26   | O. Buerkle             | Yamaha        | +2' 01" 71 |      |
| 27   | Jakob Beck             | Rotax         | +2' 16" 35 |      |
| Ret  | Didier de Radiguès     | Chevallier    | Ret        |      |
| Ret  | Martin Wimmer          | Yamaha        | Ret        |      |
| Ret  | Jean-Marc Toffolo      | Rotax         | Ret        |      |
| Ret  | Sito Pons              | Rotax         | Ret        |      |
| Ret  | Tony Head              | Armstrong     | Ret        |      |
| Ret  | Jeffrey Sayle          | Armstrong     | Ret        |      |
| Ret  | Massimo Matteoni       | Yamaha        | Ret        |      |
| Ret  | Stefan Klabacher       | Rotax         | Ret        |      |
| Ret  | Pierre Bolle           | Yamaha        | Ret        |      |
| Ret  | Bengt Elgh             | Yamaha        | Ret        |      |
| Ret  | Jean-Michel Mattioli   | Yamaha        | Ret        |      |
| Ret  | Siegfried Minich       | Rotax         | Ret        |      |
| Ret  | Michel Simeon          | Yamaha        | Ret        |      |
| Ret  | Paul Harris            | Yamaha        | Ret        |      |
| Ret  | Herbert Besendorfer    | Yamaha        | Ret        |      |
| Ret  | Siegfried Zacharias    | Rotax         | Ret        |      |
| Ret  | Hans Becker            | Yamaha        | Ret        |      |
| Ret  | Ricardo Tormo          | Bartol        | Ret        |      |
| Ret  | Michael Lederer        | Yamaha        | Ret        |      |
| Ret  | René Delaby            | Yamaha        | Ret        |      |

## Resultados 50cc
En la categoría de menor cilindrada, el suizo Stefan Dörflinger, de 34
años. se ha proclamado campeón del mundo de velocidad al acabar en segunda posición de la prueba de 50 c.c., por detrás del italiano y máximo rival para el título Eugenio Lazzarini.
| Pos. | Piloto              | Moto       | Tiempo     | Pts. |
| ---- | ------------------- | ---------- | ---------- | ---- |
| 1    | Eugenio Lazzarini   | Garelli    | 28.40.57   | 15   |
| 2    | Stefan Dörflinger   | Kreidler   | 28.42.29   | 12   |
| 3    | Claudio Lusuardi    | Moto Villa | 28.50.32   | 10   |
| 4    | Ricardo Tormo       | Bultaco    | 29.06.29   | 8    |
| 5    | Hagen Klein         | Massa Real | 29.07.63   | 6    |
| 6    | Gerhard Bauer       | Kreidler   | 29.25.08   | 5    |
| 7    | George Looijesteijn | Kreidler   | 29.26.06   | 4    |
| 8    | Reiner Scheidhauer  | Kreidler   | 29.28.23   | 3    |
| 9    | Peter Verbic        | Kreidler   | 29.38.61   | 2    |
| 10   | Ingo Emmerich       | Kreidler   | 29.39.46   | 1    |
| 11   | Giuseppe Ascareggi  | Minarelli  | 29.39.46   |      |
| 12   | Kasimir Rapczynski  | Kreidler   | 30.09.53   |      |
| 13   | Otto Machinek       | Kreidler   | 30.11.21   |      |
| 14   | Günter Schirnhofer  | Kreidler   | 30.15.51   |      |
| 15   | Paul Rimmelzwaan    | Kreidler   | 30.15.99   |      |
| 16   | Jos van Dongen      | Bultaco    | 30.28.22   |      |
| 17   | Richard Bay         | Maico      | 30.46.21   |      |
| 18   | Bruno Treutlein     | Kreidler   | 30.55.28   |      |
| 19   | Hans-Joachim Ritter | Kreidler   | 31.22.34   |      |
| 20   | Chris Baert         | Kreidler   | + 1 Vuelta |      |
| 21   | Mika-Sakari Komu    | Kreidler   | + 1 Vuelta |      |
| 22   | Spencer Crabbe      | MBA        | + 1 Vuelta |      |
| Ret  | Rainer Kunz         | FKN        | Ret        |      |
| Ret  | Hans-Jürgen Hummel  | Kreidler   | Ret        |      |
| Ret  | Theo Timmer         | Bultaco    | Ret        |      |
| Ret  | Hans Spaan          | Kreidler   | Ret        |      |
| Ret  | Henk van Kessel     | Kreidler   | Ret        |      |
| Ret  | Thomas Engl         | Engl       | Ret        |      |
| Ret  | Reiner Koster       | Kreidler   | Ret        |      |
| Ret  | Bernd Rossbach      | Kreidler   | Ret        |      |
| Ret  | Reinhard Koberstein | Kreidler   | Ret        |      |
| Ret  | Stefan Kurfiss      | Kreidler   | Ret        |      |
| Ret  | Klaus Kull          | KKS        | Ret        |      |